# Nīlgiri, Odisha
Nīlgiri är en ort i Indien.   Den ligger i distriktet Bāleshwar och delstaten Odisha, i den östra delen av landet, 1 200 km sydost om huvudstaden New Delhi. Nīlgiri ligger 46 meter över havet och antalet invånare är 15 462.
Terrängen runt Nīlgiri är platt österut, men västerut är den kuperad. Runt Nīlgiri är det tätbefolkat, med 636 invånare per kvadratkilometer. Närmaste större samhälle är Balasore, 17,4 km öster om Nīlgiri. Trakten runt Nīlgiri består till största delen av jordbruksmark.